# Norges landsdele
Norske landsdele. Norge er opdelt i fem landsdele, hver bestående af nedennævnte 11 fylker: 
- Nord-Norge: Nordland og Troms og Finnmark
- Trøndelag: Trøndelag
- Vestlandet: Møre og Romsdal, Vestland og Rogaland
- Sørlandet: Agder
- Østlandet: Viken, Vestfold og Telemark, Oslo og Innlandet